# C'est pas des LOL
Albums de Jul
Rien 100 Rien
(2019) La Machine
(2020)
Singles
1. C'est pas des LOL
Sortie : 10 septembre 2019
2. Ibiza
Sortie : 8 novembre 2019
3. Beuh magique
Sortie : 6 décembre 2019
4. Pow Pow
Sortie : 24 décembre 2019

C'est pas des LOL est le douzième album studio du rappeur français Jul, sorti le 6 décembre 2019 sous le label D'or et de platine.

## Genèse
En novembre 2019, soit un mois après la réédition de Rien 100 Rien, Jul annonce la date de sortie ainsi que le nom et la pochette de l'album. Il y collabore notamment avec Vladimir Cauchemar, Jimmy Sax et Gambi, mais aussi avec des artistes proches de lui comme TK et Moubarak. 

## Accueil commercial
En trois jours, l'album s'écoule à 21 000 exemplaires. En une semaine, l'album s'écoule à 36 993 exemplaires. Le 19 décembre, soit deux semaines après sa sortie, l'album est certifié disque d'or en atteignant les 50 000 ventes. En janvier 2020, l'album est certifié disque de platine en atteignant le cap des 100 000 ventes.
Début mai 2021, l'album est certifié double disque de platine. Jul devient ainsi le deuxième artiste de l'histoire de la musique en France à posséder autant d'albums certifiés double platine, à égalité avec Francis Cabrel et Mylène Farmer et derrière Johnny Hallyday. Il finira par les dépasser et à prendre seul la seconde place avec le double platine de son album suivant La Machine, qu'il obtiendra deux mois après celui-ci.

## Liste des titres
| 1.  | 6:35                                                                                        | 6:35 |
| 2.  | Ibiza (avec Jimmy Sax)                                                                      | 3:55 |
| 3.  | Mexico                                                                                      | 3:43 |
| 4.  | Mon bébé d'amour                                                                            | 3:29 |
| 5.  | Oh maman                                                                                    | 4:00 |
| 6.  | Cremosso                                                                                    | 3:28 |
| 7.  | Faut que je me tire de là                                                                   | 4:05 |
| 8.  | Dans le club                                                                                | 2:22 |
| 9.  | Bouge-moi de là (avec Gips, Houari GP, Le K, Gambi, TK, Moubarak, Miklo, A-Deal et Kamikaz) | 5:12 |
| 10. | Ça tombe pas du ciel                                                                        | 2:57 |
| 11. | Santchelita                                                                                 | 3:12 |
| 12. | Tant pis pour toi                                                                           | 3:42 |
| 13. | Pow pow                                                                                     | 3:05 |
| 14. | Y'a la police (avec Gips, TK et Moubarak)                                                   | 4:40 |
| 15. | Fréquenter                                                                                  | 2:39 |
| 16. | Un casse                                                                                    | 2:45 |
| 17. | Ça mange la barre                                                                           | 2:49 |
| 18. | C'est pas des LOL                                                                           | 4:39 |
| 19. | Cassage de nuques, pt. 3                                                                    | 5:53 |

| 1.  | Collé au mic                                  | 3:30 |
| 2.  | Au péage                                      | 2:17 |
| 3.  | La doudoune                                   | 2:36 |
| 4.  | Beuh magique                                  | 3:14 |
| 5.  | Flu                                           | 3:08 |
| 6.  | Crocodile                                     | 2:45 |
| 7.  | J'm'en bats les couilles                      | 3:17 |
| 8.  | Nia                                           | 2:51 |
| 9.  | Ça a tiré                                     | 3:03 |
| 10. | Je mets le way (avec Vladimir Cauchemar)      | 2:19 |
| 11. | T'es un gonflé                                | 2:28 |
| 12. | Le combat                                     | 3:17 |
| 13. | J'ai passé l'âge                              | 3:40 |
| 14. | Emmenez-moi                                   | 3:28 |
| 15. | Cartel de platine (avec Gips, TK et Moubarak) | 4:00 |
| 16. | Tout seul (Moubarak)                          | 2:50 |
| 17. | Kish kush kash (TK)                           | 3:12 |
| 18. | Touloutoutou                                  | 2:51 |
| 19. | Ibiza - Edit (avec Jimmy Sax)                 | 3:13 |

## Titres certifiés

### CD1
- C'est pas des LOL  Or[9]
- Ibiza (feat. Jimmy Sax)  Diamant[10]
- Pow Pow  Platine[11]
- 6.35  Or[12]
- La doudoune  Or[13]

### CD2
- Crocodile  Or[14]

## Clips vidéos
- C'est pas des LOL : 10 septembre 2019
- Ibiza (avec Jimmy Sax) : 8 novembre 2019
- Beuh magique : 6 décembre 2019
- Pow Pow : 24 décembre 2019

## Certifications et ventes
| Région | Certification | Ventes/Streams |
| ------ | ------------- | -------------- |
| France | 3 × Platine   | 300 000        |